# Rieselfelder Dortmund
Die Rieselfelder Dortmund, eine Landschaft nördlich von Dortmund, waren ursprünglich abwassertechnische Anlagen zur Abwasserverwertung der Großstadt Dortmund. Die Rieselfelder liegen in der Dahler Heide, einer ehemaligen Heidelandschaft zwischen Datteln, Waltrop und Lünen auf dem Gebiet der beiden erstgenannten Städte und somit im Kreis Recklinghausen.
In der Mitte des 19. Jahrhunderts stellte sich die Einleitung von unbehandeltem Abwasser in die zu diesem Zeitpunkt noch nicht regulierte Emscher als unhaltbarer Zustand heraus. Die Stadt Dortmund legte ab 1883 Absetzbecken zur Vorklärung an, die 1887 um so genannte Dortmundbrunnen ergänzt wurden. Mit dem Bau der Berieselungsanlagen durch die Stadt Dortmund wurde 1894 begonnen. In einer erheblichen Ingenieurleistung wurde der 18 Kilometer lange Rieselfeldkanal binnen nur vier Jahren fertiggestellt. Er wurde in einer Tiefe von bis zu 24 Meter teilweise bergmännisch vorgetrieben und unterquert die Emscher-Lippe-Wasserscheide. Danach setzte auf dem Gebiet eine intensive landwirtschaftliche Nutzung vorwiegend zum Gemüseanbau ein. Mit der Einführung neuerer Abwasserentsorgungskonzepte endete die Berieselung der Flächen im April 1978. Die Stadt Dortmund verkaufte die etwa 1000 Hektar große Fläche an die VEW, heute RWE. Diese plante hier zunächst den Bau eines Großkraftwerkes auf der Grundlage des Landesentwicklungsplanes VI (NRW), der in erster Fassung 150 Hektar für Kohlekraft- und Atomkraftwerke und 1700 Hektar für flächenintensive Großvorhaben auf Waltroper und Dattelner Stadtgebiet vorsah. Nach öffentlichen Protesten und aufgrund von Überkapazitäten auf dem Energiemarkt trat die VEW Anfang der 1980er Jahre von dem Bauvorhaben "Kraftwerk" zurück. Die Landesregierung Nordrhein-Westfalens beschloss am 14. Juli 1985, die Rieselfelder als Kernkraftwerksstandort aufzugeben. Anfang der 1990er Jahre wurde eine städtebauliche und ökologische Rahmenplanung durch den Kommunalverband Ruhrgebiet (KVR) in Essen erarbeitet, die am 5. Juli 1995 öffentlich vorgestellt wurde. Nach 1997 wird für die Rieselfelder die Idee des "newPark" verfolgt, seit dem 17. Juli 2003 ausschließlich auf Dattelner Stadtgebiet, da der Waltroper Stadtrat die Umsetzung des newPark-Konzeptes ablehnte.
Noch heute dienen die ehemaligen Rieselfelder primär der landwirtschaftlichen und der Freizeitnutzung. Mit den angrenzenden Lippeauen stellen die Rieselfelder einen ökologisch bedeutenden Lebensraum für zahlreiche Pflanzen- und Tierarten dar.